# Isachne ascendens
Isachne ascendens är en gräsart som beskrevs av Jason Richard Swallen. Isachne ascendens ingår i släktet Isachne och familjen gräs. Inga underarter finns listade i Catalogue of Life.